# 乳房マッサージ
乳房マッサージ（にゅうぼうマッサージ / ちぶさマッサージ）は、出産の後、母乳が十分に分泌するように、妊娠中から乳房をマッサージすること。「乳もみ」ともいう。

## 概要
乳房マッサージは母乳育児においては重要であるとされる。マッサージの部位は乳房の基底部、乳頭および乳輪である。
また、妊娠、出産とは無関係に、グラビアアイドルその他のDVDやアダルトビデオに、胸の豊かな女性が水着姿で、または全裸で乳房マッサージなるものを施されるシーンが収録されていることもある。